# Volos
Volos (græsk: Βόλος) er en kystby i Thessalien og ligger midt i det græske fastland, ca. 330 km nord for Athen og 220 km syd for Thessaloniki. Volos er hovedsæde i den regionale enhed Magnesia. Volos er den eneste udgangsport til havet fra regionen Thessalien, som er landets største landbrugsregion. Med et folketal på 144.449 (2011), er byen et vigtigt industricenter, og dens havn danner bro mellem Europa, Mellemøsten og Asien.
Volos er den nyeste af de græske havnebyer, hvor mange moderne bygninger blev bygget efter det katastrofale jordskælv i 1955. Økonomien baseres på produktion, handel, serivice og turisme. I byen er ligger Thessaliens Universitet, og byen har også fasiliteter til konferencer, udstillinger og store kulturelle events og sportsstævner. Volos deltog som en af værtsbyerne ved sommer-OL 2004, og byen har siden været vært ved flere andre sportsstævner. Volos var vært ved den 7. Internationale olympiade i astronomi og astrofysik fra 27. juli til 5. august 2013.

## Havnen
Volos har Grækenlands trediestørste havn, næst efter Piræus og Thessaloniki). Færger og katamaraner sejler dagligt til Sporaderne. Der er også betydelig trafik af fragtskibe, der transporterer landbrugs- og industielle varer. Tidligere har der været direkte forbindelse til Tartus i Syria.